# Вучкович, Воислав
Воислав (Войя) Вучкович (серб. Војислав (Воја) Вучковић; 18 октября 1910, Пирот — 24 декабря 1942, Белград) — сербский композитор, дирижёр и музыкальный педагог. Доктор музыкальных наук. Один из первых музыковедов, исследовавших проблемы музыки с марксистских позиций в сербской литературе.

## Биография
Родился в 1910 году. Учился музыке в Пражской консерватории у Йозефа Сука и Алоиса Габы (композиция), Николая Малько (дирижирование), Зденека Неедлы (музыковедение). Здесь входил в «пражскую группу» композиторов, куда кроме него самого входили: Миховил Логар, Драгутин Чолич, Любица Марич, Станойло Раичич и Милан Ристич. Позднее продолжал обучение в Париже. В ранней молодости вступил в революционное коммунистическое движение Королевства Югославия, членом Коммунистической партии стал в 1933 году.
В его произведениях преобладала коммунистическая и антифашистская направленность. Вучкович организовывал многочисленные студенческие хоры, тайно на квартире проводил собрания коммунистов: в 1938 году его квартиру посетил сам Иосип Броз Тито.
За свою жизнь Вучкович написал один балет, три симфонии для оркестра, три симфонические поэмы, увертюру для камерного оркестра, струнный квартет и несколько вокальных сочинений. В списке произведений были как минимум два, связанных с Россией и русской культурой: это симфоническая поэма «Буревестник», созданная по мотивам одноимённого стихотворения Максима Горького, и увертюра «Завещание Модеста Мусоргского».
В апреле 1941 года Вучкович ушёл в партизанское подполье, скрываясь от антикоммунистической полиции. Он продолжал писать музыкальные произведения, среди которых были и симфонии для оркестра, и вокальные сочинения. Пока шли поиски партизан, в Белграде группой известных культурных и религиозных деятелей было подписано «Обращение к сербскому народу», в котором сербских мирных граждан призывали немедленно прекратить сотрудничать с партизанами Иосипа Броза Тито и поддержать пронемецкое правительство Недича. Узнавший об этом Вучкович организовал ответную петицию с призывом не подчиняться немецким властям и всячески помогать партизанам-коммунистам.
24 декабря 1942 года Вучковича арестовала полиция по обвинению в сотрудничестве с коммунистами. После многочисленных побоев и пыток Вучкович скончался в тот же день, так и не выдав своих соратников.
В память о Вучковиче его именем были названы начальная музыкальная школа в Чачаке и музыкальная школа в Белграде. Также ежегодно проводится музыкальный конкурс имени доктора Воислава Вучковича.

## Произведения
- Музыковедческая статья «Материалистическая философия искусства» (1935)
- Балет «Человек, который украл солнце» (1935)
- Три симфонии для оркестра (1933, 1941, 1942)
- Симфоническая поэма «Светлый путь» (1939)
- Симфоническая поэма «Али Бинак» (1940)
- Симфоническая поэма «Буревестник» (1942)
- Увертюра для камерного оркестра «Завещание Модеста Мусоргского»
- Струнный квартет
- Многочисленные вокальные сочинения